# مجسمه آزادی (فنلاند)
مجسمه آزادی (انگلیسی: Statue of Liberty) (به فنلاندی: Suomen Vapaudenpatsas) (به سوئدی: Finlands frihetsstaty) مجموعه مجسمه برنزی یادبود است که در میدان بازار واسا در اوستروبوتنیا، فنلاند واقع شده است. این مجسمه پیروزی سفیدها را در جنگ داخلی فنلاند در سال ۱۹۱۸ پاس می‌دارد. ارتفاع این اثر با پایه‌هایش ۱۴ متر (۴۶ فوت) و ارتفاع قسمت بالای پایه ۶ متر (۲۰ فوت) است. وزن این مجسمه ۳٫۶ تن (۴٫۰ تن) است. این مجسمه را یرجو لیپولا و یوسی مانتینن طراحی کرده‌اند و در سال ۱۹۳۸ رونمایی شده است.

## نگارخانه

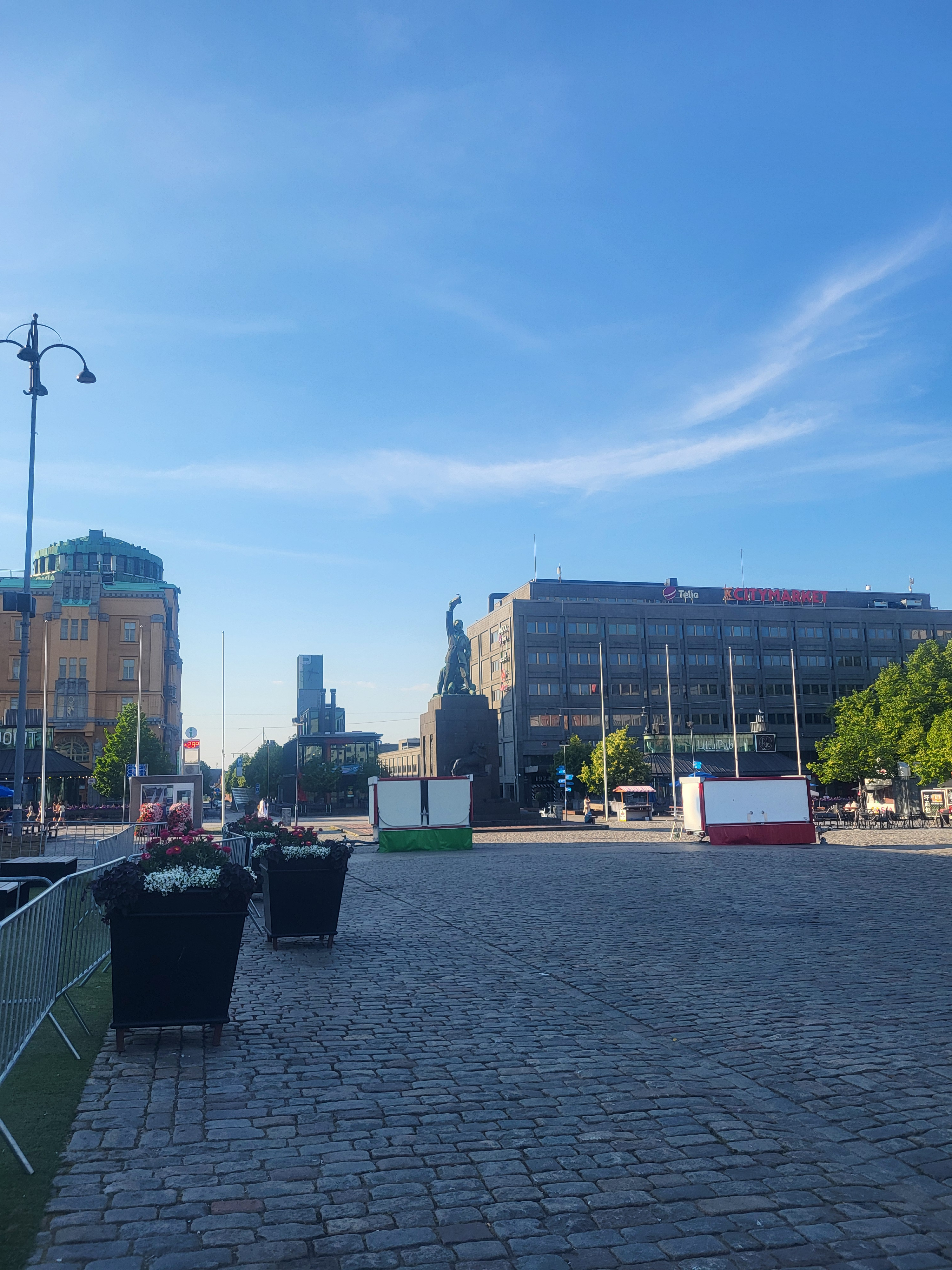
مجسمه آزادی در مرکز شهر واسا فنلاند ژوئیه ۲۰۲۵
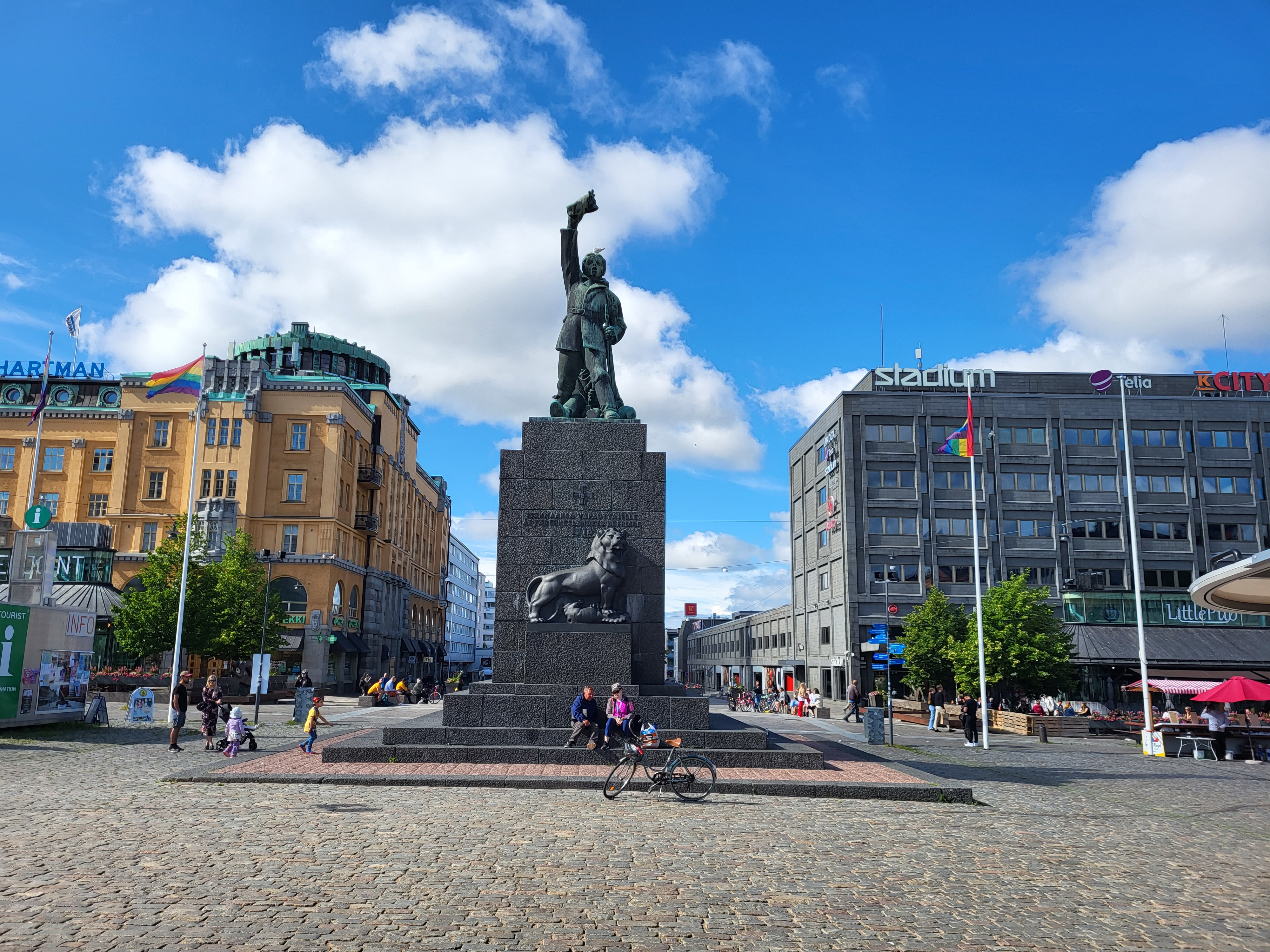
مجسمه آزادی در مرکز شهر واسا فنلاند ژوئیه ۲۰۲۲
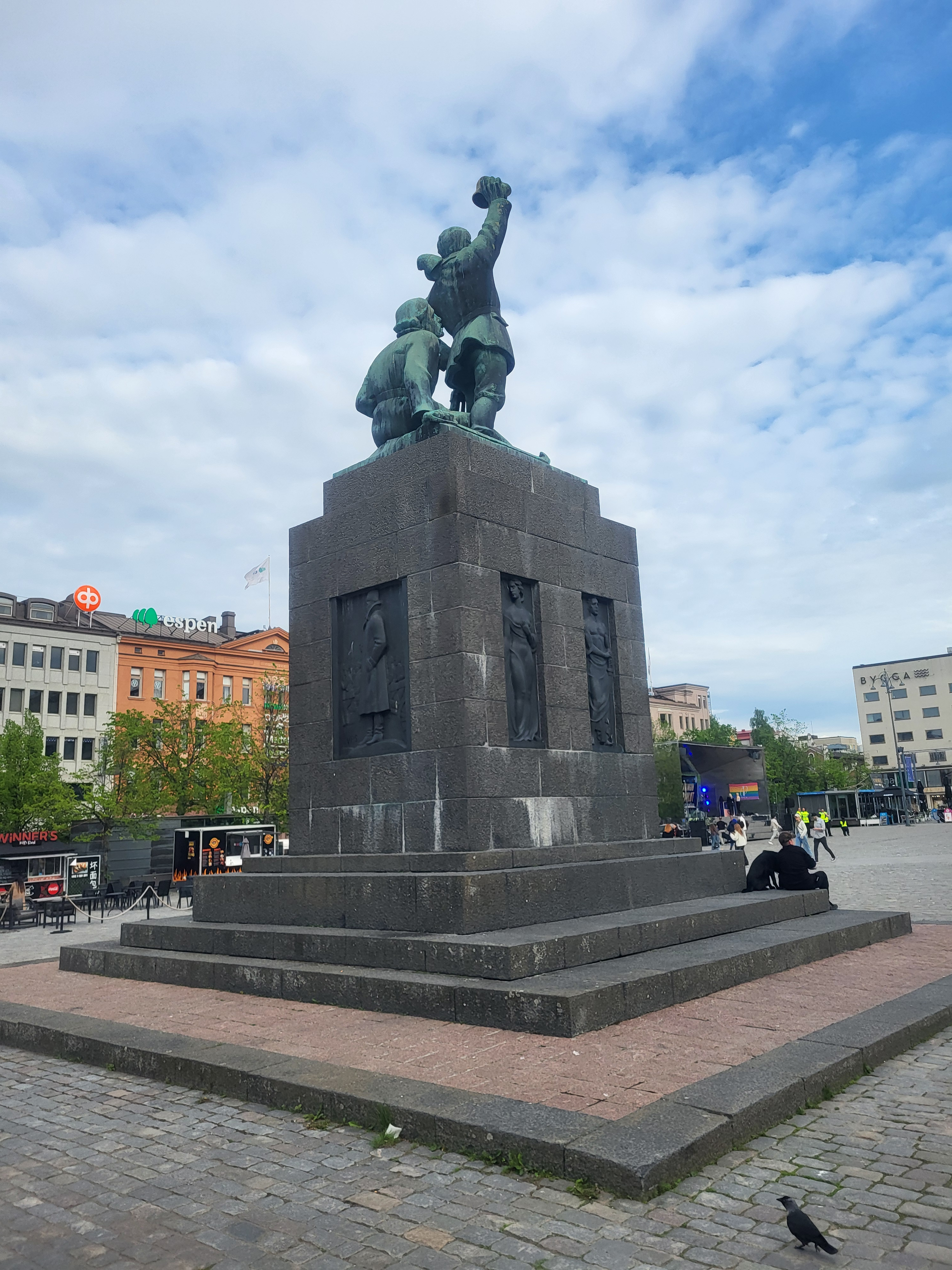
مجسمه آزادی در مرکز شهر واسا فنلاند ژوئیه ۲۰۲۵